# توماس دی‌لورنزو
توماس دی‌لورنزو (انگلیسی: Thomas DiLorenzo؛ زادهٔ ۸ اوت ۱۹۵۴) اقتصاددان پیرو مکتب اتریش، تاریخ‌نگار و نویسنده اهل ایالات متحده آمریکا است. وی استاد اقتصاد در مدرسه کسب و کار و مدیریت سلینجر در دانشگاه لویولا مریلند و از اعضای مؤسسه لودویگ فن میزس است. وی مدرک پی‌اچ‌دی خود را از دانشگاه ایالتی و مؤسسه پلی‌تکنیک ویرجینیا اخذ کرده‌است.
وی بیشتر به سبب نگارش دربارهٔ آنچه خود او آن را «افسانه لینکلن» می‌نامد مشهور است. به باور وی پرزیدنت آبراهام لینکلن برخلاف تصور عموم اعتقادی به برابری نژادها نداشت و معتقد به برتری نژاد سفید بود. هم‌چنین وی اعتقادی به از بین بردن برده‌داری نداشت و بر وجود یک دولت مرکزی قدرتمند تأکید می‌ورزید. دی‌لورنزو بر این باور است که لینکلن به این دلیل با گسترش برده‌داری مخالف بود که نیروی کار سیاه‌پوستان را به منزله رقیبی در برابر نیروی کار سفیدپوستان علم می‌کرد. به باور وی لینکلن امیدوار بود که بتواند تمامی سیاه‌پوستان ساکن آمریکا را به قاره آفریقا تبعید کند تا از این طریق فرصت شغلی بیشتری برای سفیدپوستان فراهم شود.
وی در جریان انتخابات ریاست‌جمهوری ایالات متحده آمریکا در سال ۲۰۱۶ از نامزدی دونالد ترامپ حمایت کرد.